# Acerataspis fusiformis
Acerataspis fusiformis är en stekelart som först beskrevs av Morley 1913.  Acerataspis fusiformis ingår i släktet Acerataspis och familjen brokparasitsteklar. Inga underarter finns listade i Catalogue of Life.